# Emerson, Lake & Powell (álbum)
Emerson, Lake & Powell es el único álbum de la banda Emerson, Lake & Powell lanzado en 1986.
El gráfico de portada del álbum se basa en un logotipo utilizado desde la década de 1930 hasta la década de 1950 por el fabricante alemán de cigarrillos Haus Bergmann.
"The Score" se usa como la música principal de la promoción de lucha profesional New Japan Pro Wrestling , se juega en eventos en vivo, conferencias de prensa y significa participación de luchadores de New Japan en shows de otras compañías (generalmente para provocar una reacción negativa de la multitud) fanes principales de las promociones).
Con la muerte de Cozy Powell el 5 de abril de 1998, Keith Emerson el 11 de marzo de 2016 y Greg Lake el 7 de diciembre de 2016, no hay miembros sobrevivientes de la banda.

## Canciones
Todas las letras escritas por Greg Lake ; toda la música compuesta por Keith Emerson y Greg Lake; excepto como se indica.

##### Lado A
1. "The Score" -9:01-
2. "Learning To Fly" -3:52-
3. "The Miracle" -7:02- (Keith Emerson, Greg Lake, Cozy Powell)

##### Lado B
1. "Touch And Go" -3:37- (Tradicional, arreglos Emerson / Lake)
2. "Love Blind" -3:08-
3. "Step Aside" -3:42-
4. "Lay Down Your Guns" -4:20- (Keith Emerson, Greg Lake, Steve Gould)
5. "Mars, The Bringer Of War" -7:53- (Gustav Holst, arreglos Keith Emerson, Greg Lake, Cozy Powell)

##### Bonus tracks de la reedición de 1990
1. "The Loco-Motion" -4:39- (Gerry Goffin, Carole King)
2. "Vacant Possesion" -4:43- (Emerson, Lake)

## Miembros
- Keith Emerson
- Greg Lake
- Cozy Powell